# Licence universitaire
 (avril 2024).
Si vous disposez d'ouvrages ou d'articles de référence ou si vous connaissez des sites web de qualité traitant du thème abordé ici, merci de compléter l'article en donnant les références utiles à sa vérifiabilité et en les liant à la section « Notes et références ».
La licence universitaire est un diplôme de l'enseignement supérieur dans le domaine universitaire, dont la définition exacte varie selon le pays.

## Niveaux
Selon les pays, il y a plusieurs niveaux :

### Diplôme de premier cycle
En Afrique francophone, avec un ancien diplôme de 4 ans minimum, et désormais 3 ans. Il dure en moyenne 6 ans en Argentine, 3 à 4 ans au Brésil, 5 ans au Nicaragua, 2 ans au Panama, en France (diplôme national de licence), en Pologne, au Portugal (après la réforme BMD).

### Diplôme de deuxième cycle
Ancien diplôme de deuxième cycle (avant la réforme BMD) : au Portugal[réf. souhaitée], en Espagne, au Danemark[réf. souhaitée], en Norvège[réf. souhaitée], en Suède[réf. souhaitée], mais aussi hors Espace Européen de l'Enseignement supérieur comme en Argentine[réf. souhaitée], Licenciatura de 5 ans au Costa Rica, de 4 à 5 ans au Honduras, de 4 ans au Salvador et en Uruguay[réf. souhaitée].

#### En Belgique
La licence est un ancien diplôme belge de l'enseignement supérieur de deuxième cycle. La licence prenait place dans une formation de quatre années : deux années de candidature suivies par deux années de licence proprement dite. Candidature et licence furent remplacées en 2008 dans le cadre du processus de Bologne : la candidature par le bachelier (bachelor en Communauté flamande) et la licence par le master.

#### En Suisse
La licence est un ancien diplôme suisse de l'enseignement supérieur de deuxième cycle. La licence prenait place dans une formation de quatre années. En 2006, elle a été remplacée dans le cadre de la Réforme bachelier-master-doctorat du processus de Bologne par le master.

### Diplôme de troisième cycle
Ancien diplôme de troisième cycle en Finlande, en Suède